# Ichenhausen

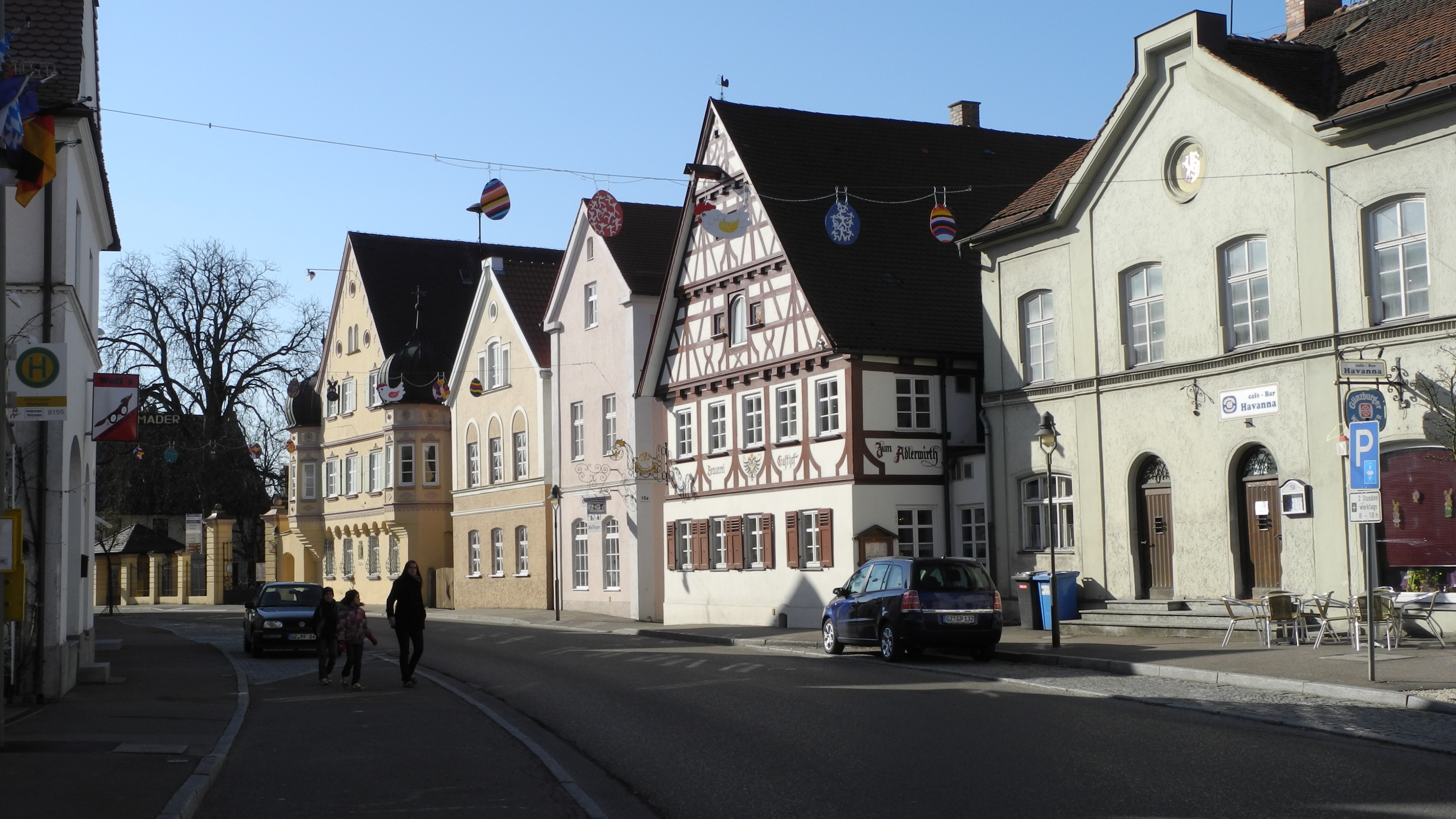
Ichenhausen

Ichenhausen este un oraș din districtul Günzburg, regiunea administrativă Șvabia, landul Bavaria, Germania.